# Candyking
Candyking, af firmaet skrevet CandyKing, (tidligere Karamellkungen og Karamellgrossisten), er et svensk varemærke, der sælger slik og siden 2017 er ejet af Cloetta.

## Historie
Firmaet blev grundlagt i 1984 under navnet Karamellgrossisten i Sverige AB. I 1985 overtog firmaet det britiske firma Just Sweets Ltd.
I 1997 blev foretagendet opkøbt af den finske koncern Fazer hvor navnet i Sverige blev ændret til Karamellkungen. I november 2008 overtog Candyking Holding konkurrenten Godisprinsen med hjælp fra hovedkoncernen, og har nu fire forskellige typer bland selv slik i portefølgen; Karamellkungen (bland selv slik), Godisprinsen (bland selv slik), Premiyum (eksklusiv luksuskonfekt i løsvægt) samt Mixsnax (natursnacks i løsvægt). I 2017 blev CandyKing købt op af Cloetta.
I februar 2009 opkøbte Cloetta også Parrots fra chipsproducenten OLW som er ejet af den norske koncern Orkla. Parrots producerer nødder og tørrede frugter til salg i løsvægt.

## Candyking i Storbritannien
Candyking i Storbritannien har hovedsæde i Portsmouth, Hampshire og sælger omkring 8.000 tons bland selv slik hvert år til forhandlere som biografer, supermarkeder og slikbutikker.
Firmaet er leverandør af både slik og "bland selv slik-vægge" til butikker med firmaets logo, samt engrossalg af omkring 100 forskellige sliktyper. Den britiske afdeling beskæftiger omkring 300 fuld- og deltidsansatte.
Virksomhedens største detailforretning, Woolworths Group, gik i betalingsstandsning i november 2008 og alle dens butikker er nu lukkede. Siden er deres største outlet nu Tesco. Den britiske biografkæde Cineworld er også stor kunde, og har firmaets produkter i alle afdelinger. Andre store forhandlere er Wilkinson og for nylig W H Smith.

## Produkter
Blandt virksomhedens produkter er:
- Chokolade
- Dragé
- Karameller
- Lakrids
- Skumslik
- Vingummi